# 相原信洋
相原 信洋（あいはら のぶひろ、1944年 - 2011年4月30日）は、日本のアニメーション作家、京都造形芸術大学情報デザイン学科教授、国際アニメーション映画協会日本支部（ASIFA-JAPAN）理事。サイケデリックな色彩やアヴァンギャルドな作風で知られる。

## 概要
相原は商業アニメと個人アニメを股にかけて活動した。
スタジオ・ゼロ、次にオープロダクションに在籍し、1981年の劇場映画『さよなら銀河鉄道999 アンドロメダ終着駅』では宇宙空間の抽象的なグラフィック・アニメーションを担当した。
他方では1965年よりアニメーションの自主制作を開始し、精力的に作品を発表して世界各国から招待上映されアニメーションアートの発展に力を注いだ。
「アニメーションを個人で制作する」という事の熱心な提唱者で、アニメーションワークショップの開催や個人での上映会において、観客に「アニメーションは個人で作れるんです」という事をしばしば説いていた。70年代以降、相原の影響で個人アニメーションの世界に足を踏み入れた者は多く、その中には現在大学や専門学校などで教鞭をとっている人も多い。相原主催のワークショップ出身の作家は飯面雅子、石田園子（IKIF）など。
1990年頃より、北海道函館市に住居を借り、月の内1週間ほどを函館で暮らし、残りを京都市で暮らす生活をしていた。
2011年4月30日、バリ島に滞在中に急逝。同年7月16日に京都造形芸術大学で追悼行事が開催された。

## 主な作品
- 「Stone」 （1975年）
- 「映像（かげ）」（1975年）
- 「カルマ」（1977年）